# Ptochophyle lakato
Ptochophyle lakato là một loài bướm đêm trong họ Geometridae.